# Edith Prock
Edith Prock (Hienheim, 5 dicembre 1949) è una cantante tedesca.

## Discografia parziale

### Singoli
- Hörst du die Glocken von Stelle Maria 1988
- Dank schön, dass d'bei mir bist 1990

### Album
- Komm a bisserl näher zu mir 1989
- Wenn dein Herz net will 1991
- Mein Lied für Dich 1996
- Im Zauberland klassischer Melodien 2001
- Meine Welt Ist Bunt 2003
- Meine schönsten Volks- und Wanderlieder 2006